# M/S Silvertärnan
M/S Silvertärnan är en passagerarfärja byggd 1986 på Djupviks Varv på Tjörn för Styrsöbolaget. Färjan trafikerar Västtrafiks linjer i Göteborgs södra skärgård. 